# Trichoplasta
Trichoplasta is een geslacht van vliesvleugelige insecten van de familie Figitidae.

## Soorten
- T. bicarinata (Masner, 1960)
- T. bicolor (Ionescu, 1969)
- T. bouceki (Masner, 1960)